# Coupe des Amériques masculine espoirs de hockey sur gazon 2024
Navigation
Saint Michael 2023 2026
La Coupe des Amériques masculine espoirs de hockey sur gazon 2024 se déroule à Surrey au Canada parallèlement au tournoi féminin du 3 au 12 juillet 2024.

## Équipes qualifiées
Les 6 équipes ont directement été choisies par la Fédération panaméricaine de hockey pour participer à la Coupe d'Amérique 2024:
- Argentine
- Brésil
- Canada
- Chili
- Mexique
- États-Unis

## Déroulement de la compétition

### Premier tour
Les six participants qui sont répartis dans un seul groupe de 6 équipes au premier tour concourent pour trois places à la Coupe du monde 2025 qui se tiendra en Inde en décembre 2025,. Le format est celui d'un tournoi toutes rondes simple : chaque équipe joue un match contre les cinq autres équipes.
À l'issue du premier tour, les quatre premiers se qualifient pour les demi-finales tandis que les deux derniers s'affrontent dans un match pour la 5e place.
Légende :
- Tour pour les médailles
- Match pour la 5e place

| Rang | Équipe      | Pts | J | G | N | P | Bp | Bc | Diff |
| ---- | ----------- | --- | - | - | - | - | -- | -- | ---- |
| 1    | Argentine T | 15  | 5 | 5 | 0 | 0 | 44 | 0  | +44  |
| 2    | Canada H    | 10  | 5 | 3 | 1 | 1 | 19 | 7  | +12  |
| 3    | Chili       | 9   | 5 | 3 | 0 | 2 | 8  | 10 | -2   |
| 4    | États-Unis  | 7   | 5 | 2 | 1 | 2 | 10 | 16 | -6   |
| 5    | Brésil      | 3   | 5 | 1 | 0 | 4 | 3  | 22 | -19  |
| 6    | Mexique     | 0   | 5 | 0 | 0 | 5 | 2  | 31 | -29  |

| 3 juillet 2024 | Argentine  | 9 - 0  | Mexique    |
| 3 juillet 2024 | Chili      | 2 - 1  | États-Unis |
| 3 juillet 2024 | Canada     | 6 - 0  | Brésil     |
| 4 juillet 2024 | Mexique    | 1 - 5  | Chili      |
| 4 juillet 2024 | Argentine  | 12 - 0 | Brésil     |
| 4 juillet 2024 | Canada     | 0 - 0  | États-Unis |
| 6 juillet 2024 | Chili      | 0 - 5  | Argentine  |
| 6 juillet 2024 | États-Unis | 3 - 2  | Brésil     |
| 6 juillet 2024 | Mexique    | 1 - 10 | Canada     |
| 7 juillet 2024 | Brésil     | 0 - 1  | Chili      |
| 7 juillet 2024 | États-Unis | 6 - 0  | Mexique    |
| 7 juillet 2024 | Canada     | 0 - 6  | Argentine  |
| 9 juillet 2024 | Brésil     | 1 - 0  | Mexique    |
| 9 juillet 2024 | Argentine  | 12 - 0 | États-Unis |
| 9 juillet 2024 | Chili      | 0 - 3  | Canada     |

### Tour de classement

#### Match pour la5eplace
| Match 16              | Brésil                 | 1 - 1             | Mexique                       |                                                                              |                                                                              |
| 10 juillet 2024 09h00 | Lunardi 9e             | (1 - 1)           | 13e Benedith                  | Arbitrage : Rambavasan Manikandan Fabián Romero Arbitre vidéo : Sofía Aleman | Arbitrage : Rambavasan Manikandan Fabián Romero Arbitre vidéo : Sofía Aleman |
| 10 juillet 2024 09h00 | Rapport                |                   |                               | Arbitrage : Rambavasan Manikandan Fabián Romero Arbitre vidéo : Sofía Aleman | Arbitrage : Rambavasan Manikandan Fabián Romero Arbitre vidéo : Sofía Aleman |
| 10 juillet 2024 09h00 | Godoy · Batista · Giro | Tirs au but 0 - 3 | Benedith · González · Camacho | Arbitrage : Rambavasan Manikandan Fabián Romero Arbitre vidéo : Sofía Aleman | Arbitrage : Rambavasan Manikandan Fabián Romero Arbitre vidéo : Sofía Aleman |

### Tour pour les médailles
Les quatre équipes qualifiées du premier tour qui sont encore en course pour trois places qualificatives à la Coupe du monde 2025 sont réparties en deux demi-finales sur base du classement du premier tour : le premier joue contre le quatrième et le deuxième joue contre le troisième.
À l'issue des demi-finales, les deux vainqueurs s'affrontent en finale tandis que les deux perdants s'affrontent en match pour la 3e place. En plus de leur qualification pour leurs deux derniers matchs respectifs, les deux finalistes et le vainqueur du match pour la 3e place se qualifient pour la Coupe du monde 2025,.

#### Tableau
|  | Demi-finales    | Demi-finales    | Demi-finales    | Demi-finales    |                               |           | Finale          | Finale          | Finale          | Finale          |
|  |                 |                 |                 |                 |                               |           |                 |                 |                 |                 |
|  | 10 juillet 2024 | 10 juillet 2024 | 10 juillet 2024 | 10 juillet 2024 |                               |           | 12 juillet 2024 | 12 juillet 2024 | 12 juillet 2024 | 12 juillet 2024 |
|  | 1               | Argentine       | 3               | 3               |                               |           | 12 juillet 2024 | 12 juillet 2024 | 12 juillet 2024 | 12 juillet 2024 |
|  | 1               | Argentine       | 3               | 3               |                               |           | 12 juillet 2024 | 12 juillet 2024 | 12 juillet 2024 | 12 juillet 2024 |
|  | 4               | États-Unis      | 0               | 0               |                               |           | 12 juillet 2024 | 12 juillet 2024 | 12 juillet 2024 | 12 juillet 2024 |
|  | 4               | États-Unis      | 0               | 0               | 1                             | Argentine | 10              | 10              |                 |                 |
|  | 10 juillet 2024 |                 |                 |                 | 1                             | Argentine | 10              | 10              |                 |                 |
|  |                 |                 | 2               | Canada          | 0                             | 0         |                 |                 |                 |                 |
|  | 2               | Canada          | 2               | Canada          | 0                             | 0         | 3               | 3               |                 |                 |
|  | 2               | Canada          |                 |                 |                               |           |                 | 3               |                 |                 |
|  | 3               | Chili           | 2               | 2               |                               |           |                 |                 |                 |                 |
|  | 3               | Chili           | 2               | 2               | Match pour la troisième place |           |                 |                 |                 |                 |
|  |                 |                 |                 |                 |                               |           |                 |                 |                 |                 |
|  | 12 juillet 2024 |                 |                 |                 |                               |           |                 |                 |                 |                 |
|  | 4               | États-Unis      | 1 (2)           | 1 (2)           |                               |           |                 |                 |                 |                 |
|  | 4               | États-Unis      | 1 (2)           | 1 (2)           |                               |           |                 |                 |                 |                 |
|  | 3               | Chili           | 1 (3)tab        | 1 (3)tab        |                               |           |                 |                 |                 |                 |
|  | 3               | Chili           | 1 (3)tab        | 1 (3)tab        |                               |           |                 |                 |                 |                 |

#### Match pour la3eplace
| Match 19              | Chili                                                              | 1 - 1             | États-Unis                                                        |                                                                       |                                                                       |
| 12 juillet 2024 14h45 | Duisberg 35e                                                       | (0 - 1)           | 18e Charasika                                                     | Arbitrage : Juan Rodríguez Fabián Romero Arbitre vidéo : Pedro Fortes | Arbitrage : Juan Rodríguez Fabián Romero Arbitre vidéo : Pedro Fortes |
| 12 juillet 2024 14h45 | Rapport                                                            |                   |                                                                   | Arbitrage : Juan Rodríguez Fabián Romero Arbitre vidéo : Pedro Fortes | Arbitrage : Juan Rodríguez Fabián Romero Arbitre vidéo : Pedro Fortes |
| 12 juillet 2024 14h45 | Taladriz · De Witt · Richard · Hasson · Wolansky · ---- · Taladriz | Tirs au but 3 - 2 | Charasika · Bleeker · Katz · Grewal · Nobereit · ---- · Charasika | Arbitrage : Juan Rodríguez Fabián Romero Arbitre vidéo : Pedro Fortes | Arbitrage : Juan Rodríguez Fabián Romero Arbitre vidéo : Pedro Fortes |

#### Finale
| Match 20              | Canada  | 0 - 10  | Argentine |                                                                        |                                                                        |
| 12 juillet 2024 19h15 |         | (0 - 7) | 7e, 13e Ruiz · 8e S. Fernández · 19e, 25e Rodríguez · 20e, 58e Aguirregómezcorta · 30e J. Fernández · 47e Serrano · 51e Zalazar | Arbitrage : Guillermo Poblete Brian Tyson Arbitre vidéo : Pedro Fortes | Arbitrage : Guillermo Poblete Brian Tyson Arbitre vidéo : Pedro Fortes |
| 12 juillet 2024 19h15 | Rapport |         | | Arbitrage : Guillermo Poblete Brian Tyson Arbitre vidéo : Pedro Fortes | Arbitrage : Guillermo Poblete Brian Tyson Arbitre vidéo : Pedro Fortes |

## Statistiques

### Buteurs

#### 13 buts
- Marco Aguirregómezcorta

#### 11 buts
- Robin Thind

#### 7 buts
- Lorenzo Somaini
- Sekayi Charasika

#### 6 buts
- Nicolás Rodríguez

#### 5 buts
- Mateo Serrano

#### 4 buts
- Juan Fernández
- Andres Martínez
- Tomás Ruiz
- Sebastián Wolansky
- Mehtab Grewal

#### 3 buts
- Santiago Fernández
- Thiago Zalazar

#### 2 buts
- Cirilo Cippitelli
- Bruno Correa
- Nahuel Rey
- Luigi Lunardi
- Joshua Miranda
- Jude Nicholson
- Kirin Robinson
- Felipe Duisberg
- Felipe Richard
- André Benedith

#### 1 but
- Matías Andreotti
- Ignacio Nardolillo
- Frederico Sauerbronn
- Lucas Varela
- Navdip Chandi
- Satpreet Dhadda
- Ravpreet Gil
- Hudson Loh
- Grant Simpson
- Fernando Aguirre
- Tomás Hasson
- Axel Stein
- Rodrigo Silva

### Classement final
| Rang                         | Équipe      | J | V | N | P | BP | BC | +/- | Pts |
| ---------------------------- | ----------- | - | - | - | - | -- | -- | --- | --- |
| Médaille d'or, Amérique      | Argentine T | 7 | 7 | 0 | 0 | 57 | 0  | +57 | 21  |
| Médaille d'argent, Amérique  | Canada H    | 7 | 4 | 1 | 2 | 22 | 19 | +3  | 13  |
| Médaille de bronze, Amérique | Chili       | 7 | 3 | 1 | 3 | 11 | 14 | -3  | 10  |
| 4                            | États-Unis  | 7 | 2 | 2 | 3 | 11 | 20 | -9  | 8   |
| Éliminés au premier tour     |             |   |   |   |   |    |    |     |     |
| 5                            | Mexique     | 6 | 0 | 1 | 5 | 3  | 32 | -29 | 1   |
| 6                            | Brésil      | 6 | 1 | 1 | 4 | 4  | 23 | -19 | 4   |

|  | Nation qualifiée pour la Coupe du monde espoirs 2025 en tant que les 3 meilleures équipes continentales |

### Joueurs récompensés
Après la finale entre le Canada et l'Argentine, la PAHF dévoile les trois joueurs récompensés par trois prix différents,:
- Meilleur buteur :  Marco Aguirregómezcorta
- Meilleur joueur :  Robin Thind
- Meilleur gardien de but :  Amar Singh